# Rhipha flammans
Rhipha flammans är en fjärilsart som beskrevs av George Francis Hampson 1901. Rhipha flammans ingår i släktet Rhipha och familjen björnspinnare. Inga underarter finns listade.